# بيريستين
بيريستين (بالأوكرانية: Берестин) كانت تُعرف سابقًا باسم كراسنوهارد، أو كراسنوجارد، وهي مدينة في منطقة خاركيف بأوكرانيا. في الفترة من عام 1784م إلى عام 1922م، كانت المدينة تُعرف باسم قسطنطينوهارد. وهي بمثابة المركز الإداري لمنطقة كراسنوهارد. تستضيف مدينة كراسنوهارد إدارة المجتمع الإقليمي الحضاري في كراسنوهارد، إحدى مجتمعات أوكرانيا الإقليمية. قُدِّر عدد سكانها في عام 2022 بنحو 19,674نسمة.

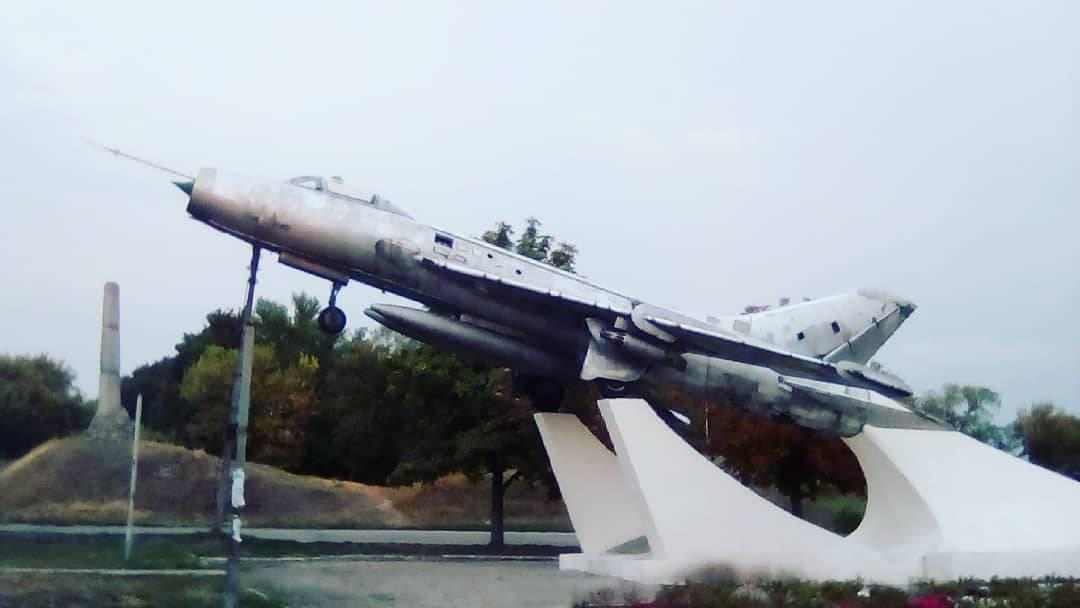

## تاريخ
تأسست مدينة كراسنوهارد تحت مسمى قلعة بيليفسكا في الفترة من 1731 إلى 1733م،  بوصفها أحد تحصينات خط الدفاع الأوكراني، الذي امتد من نهر الدنيبر إلى نهر سيفيرسكي دونيتس. وفي عام 1784م، حصلت القلعة على اسم قسطنطينوغارد (قسطنطينوهارد) تكريماً للدوق الأكبر قسطنطين بافلوفيتش من روسيا. وفي عام 1797م، حصلت على صفة المدينة. في عام 1922، تم تغيير اسم قسطنطينوهارد إلى كراسنوهارد خلال حملة "إزالة الاستعمار" التي نفذها الاتحاد السوفييتي.
تقع على نهر بيريستوفا، على بعد 101 كيلومتر (63 ميل) إلى الجنوب من مدينة خاركيف. وفي عام 2021م، بلغ عدد سكان المدينة حوالي 20 ألف شخص.
في 3 أبريل 2024، أعلن البرلمان الأوكراني دعمه لإعادة تسمية المدينة إلى بيرستين. في 19 سبتمبر 2024، صوت البرلمان الأوكراني على إعادة تسمية كراسنوهارد إلى بيريستين.

## سكان

### العِرق
توزيع السكان حسب العرق حسب تعداد 2001 :
| \| المجموعات العرقية في كراسنوهارد \| المجموعات العرقية في كراسنوهارد \| المجموعات العرقية في كراسنوهارد \| المجموعات العرقية في كراسنوهارد \| المجموعات العرقية في كراسنوهارد \| \| ------------------------------- \| ------------------------------- \| ------------------------------- \| ------------------------------- \| ------------------------------- \| \| \| \| \| percent \| \| \| الأوكرانيون \| الأوكرانيون \| \| 79.69% \| 79.69% \| \| الروس \| الروس \| \| 18.49% \| 18.49% \| \| البيلاروسيون \| البيلاروسيون \| \| 0.54% \| 0.54% \| \| الأرمن \| الأرمن \| \| 0.21% \| 0.21% \| \| الأذربيجانيون \| الأذربيجانيون \| \| 0.17% \| 0.17% \| \| التتار \| التتار \| \| 0.14% \| 0.14% \| \| الجورجيون \| الجورجيون \| \| 0.11% \| 0.11% \| |               |  |         |        |
| المجموعات العرقية في كراسنوهارد |               |  |         |        |
| |               |  | percent |        |
| الأوكرانيون | الأوكرانيون   |  | 79.69%  | 79.69% |
| الروس | الروس         |  | 18.49%  | 18.49% |
| البيلاروسيون | البيلاروسيون  |  | 0.54%   | 0.54%  |
| الأرمن | الأرمن        |  | 0.21%   | 0.21%  |
| الأذربيجانيون | الأذربيجانيون |  | 0.17%   | 0.17%  |
| التتار | التتار        |  | 0.14%   | 0.14%  |
| الجورجيون | الجورجيون     |  | 0.11%   | 0.11%  |

### اللغة
توزيع السكان حسب اللغة الأم حسب تعداد 2001 :
| اللغة                     | النسبة المئوية |
| ------------------------- | -------------- |
| اللغة الأوكرانية          | 77.78%         |
| اللغة الروسية في أوكرانيا | 21.52%         |
| أخرى/ غير محددة           | 0.7%           |

## الجغرافيا

### المناخ
| البيانات المناخية لـكراسنوهارد (1981–2010) | البيانات المناخية لـكراسنوهارد (1981–2010) | البيانات المناخية لـكراسنوهارد (1981–2010) | البيانات المناخية لـكراسنوهارد (1981–2010) | البيانات المناخية لـكراسنوهارد (1981–2010) | البيانات المناخية لـكراسنوهارد (1981–2010) | البيانات المناخية لـكراسنوهارد (1981–2010) | البيانات المناخية لـكراسنوهارد (1981–2010) | البيانات المناخية لـكراسنوهارد (1981–2010) | البيانات المناخية لـكراسنوهارد (1981–2010) | البيانات المناخية لـكراسنوهارد (1981–2010) | البيانات المناخية لـكراسنوهارد (1981–2010) | البيانات المناخية لـكراسنوهارد (1981–2010) | البيانات المناخية لـكراسنوهارد (1981–2010) |
| الشهر                                      | يناير                                      | فبراير                                     | مارس                                       | أبريل                                      | مايو                                       | يونيو                                      | يوليو                                      | أغسطس                                      | سبتمبر                                     | أكتوبر                                     | نوفمبر                                     | ديسمبر                                     | المعدل السنوي                              |
| ------------------------------------------ | ------------------------------------------ | ------------------------------------------ | ------------------------------------------ | ------------------------------------------ | ------------------------------------------ | ------------------------------------------ | ------------------------------------------ | ------------------------------------------ | ------------------------------------------ | ------------------------------------------ | ------------------------------------------ | ------------------------------------------ | ------------------------------------------ |
| متوسط درجة الحرارة الكبرى °م (°ف)          | −2.0 (28.4)                                | −1.3 (29.7)                                | 4.8 (40.6)                                 | 14.5 (58.1)                                | 21.4 (70.5)                                | 24.8 (76.6)                                | 26.9 (80.4)                                | 26.4 (79.5)                                | 20.2 (68.4)                                | 12.6 (54.7)                                | 4.1 (39.4)                                 | −0.8 (30.6)                                | 12.6 (54.7)                                |
| المتوسط اليومي °م (°ف)                     | −4.5 (23.9)                                | −4.3 (24.3)                                | 1.0 (33.8)                                 | 9.3 (48.7)                                 | 15.8 (60.4)                                | 19.3 (66.7)                                | 21.3 (70.3)                                | 20.5 (68.9)                                | 14.8 (58.6)                                | 8.2 (46.8)                                 | 1.2 (34.2)                                 | −3.3 (26.1)                                | 8.3 (46.9)                                 |
| متوسط درجة الحرارة الصغرى °م (°ف)          | −6.9 (19.6)                                | −7.2 (19.0)                                | −2.2 (28.0)                                | 4.7 (40.5)                                 | 10.3 (50.5)                                | 14.1 (57.4)                                | 16.1 (61.0)                                | 15.1 (59.2)                                | 10.1 (50.2)                                | 4.5 (40.1)                                 | −1.3 (29.7)                                | −5.7 (21.7)                                | 4.3 (39.7)                                 |
| الهطول مم (إنش)                            | 43.1 (1.70)                                | 35.6 (1.40)                                | 39.9 (1.57)                                | 42.3 (1.67)                                | 53.1 (2.09)                                | 69.7 (2.74)                                | 63.7 (2.51)                                | 46.7 (1.84)                                | 52.9 (2.08)                                | 43.4 (1.71)                                | 45.4 (1.79)                                | 40.9 (1.61)                                | 576.7 (22.70)                              |
| متوسط أيام هطول الأمطار (≥ 1.0 مم)         | 8.9                                        | 7.6                                        | 8.2                                        | 7.0                                        | 7.6                                        | 8.3                                        | 7.6                                        | 5.2                                        | 6.4                                        | 6.2                                        | 7.5                                        | 8.2                                        | 88.7                                       |
| متوسط الرطوبة النسبية (%)                  | 86.3                                       | 83.3                                       | 78.1                                       | 66.0                                       | 60.9                                       | 66.0                                       | 66.1                                       | 62.5                                       | 69.8                                       | 77.3                                       | 86.1                                       | 87.2                                       | 74.1                                       |
| المصدر: المنظمة العالمية للأرصاد الجوية    |                                            |                                            |                                            |                                            |                                            |                                            |                                            |                                            |                                            |                                            |                                            |                                            |                                            |

## شخصيات بارزة
- أندري لونين (مواليد 1999م) - لاعب كرة قدم أوكراني
- ميخايلو مودريك (مواليد 2001م) - لاعب كرة قدم أوكراني

## معرض صور
- كراسنوهارد
- مستشفى في كراسنوهارد